# نيك ماغنوس
نيك ماغنوس (بالإنجليزية: Nick Magnus)‏ هو ملحن بريطاني، ولد في 1 فبراير 1955 في Emsworth ‏ في المملكة المتحدة.

## وصلات خارجية
- الموقع الرسمي
- نيك ماغنوس على موقع IMDb (الإنجليزية)
- نيك ماغنوس على موقع ميوزك برينز (الإنجليزية)
- نيك ماغنوس على موقع أول ميوزيك (الإنجليزية)
- نيك ماغنوس على موقع ديسكوغز (الإنجليزية)
- نيك ماغنوس على موقع قاعدة بيانات الفيلم (الإنجليزية)